# Штрасс-ім-Ціллерталь
Штрасс-ім-Ціллерталь (нім. Strass im Zillertal) — громада округу Швац у землі Тіроль, Австрія.
Штрасс-ім-Ціллерталь лежить на висоті 523 м над рівнем моря і займає площу 5,96 км². Громада налічує 840 мешканців.
Густота населення 141/км².
Штрасс лежить біля підніжжя ледь не вертикальних скель. У селищі є водоочисні споруди, що обслуговують 31 громаду долин річок Ціллер та Інн, озера Ахен.
|                                               |
| Штрасс-ім-Ціллерталь на мапі округу та землі. |

 Адреса управління громади: Oberdorf 68, 6261 Strass im Zillertal.